# 1055 в Україні
1055 в Україні — це перелік головних подій, що відбулись у 1055 році на території сучасних українських земель.

## Події
- Єфрем змінив Іларіона на посаді київського митрополита.

## Засновані, зведені
- перша згадка про Воїнь (Переяславські землі).